# Jan Mathijs Peters
Jan Mathijs Peters (Echt, 11 oktober 1908 - Sittard, 25 januari 1962) was een Nederlandse verzetsstrijder tijdens de Tweede Wereldoorlog, onderwijzer, burgemeester en Tweede Kamerlid.

## Werk en verzetswerk
Jan Mathijs Peters werd geboren in Echt op 11 oktober 1908. Hij was een zoon van Gerardus Hubertus Peters (* 28 februari 1876, + 21 januari 1945 als gevolg van oorlogsgeweld te Berkelaar-Echt) en Gertruda Elisabeth Vos. Hij huwde op 31 juli 1936 (kerkelijk huwelijk: 4 augustus te Echt) met Maria Elisa Jacqueline Konings, geboren op 7 december 1907. Peters werd in 1928 onderwijzer aan de R.K. lagere jongensschool in in Montfort van 1928 tot 1936. In deze periode schreef hij talrijke gedichten en rijmpjes, maar ook een toneelstuk: het blijspel 'de dode die verkouden was', dat op 22 april 1936 onder zijn regie werd opgevoerd in de Stadsschouwburg van Heerlen. In Montfort was hij in 1932 een van de initiatiefnemers, regisseur en een van de hoofdrolspelers van het openluchtspel 'de Zwarte Ridder', dat werd opgevoerd door de plaatselijke fanfare 'de Vriendenkring', waarbinnen hij actief was. Op 29 augustus 1929 haalde hij de akte van bekwaamheid van hoofdonderwijzer, daarna studeerde hij nog vier jaar filosofie en pedagogiek. Op 1 juli 1936 werd hij benoemd tot hoofdonderwijzer van de R.K. Jongensschool te Roosteren. Tijdens de oorlogsjaren leidde hij daar een verzetsgroep, die een vluchtlijn opzette om aan de Duitsers ontsnapte Franstalige krĳgsgevangenen  en piloten naar België te helpen ontkomen. Met slechts veertig mensen tot zijn beschikking slaagde hij er in het najaar van 1944 in om Roosteren zonder gevechten in handen van de geallieerden te krijgen. Voor zijn verzetswerk werd hij onder meer in 1951 geridderd met de Militaire Willemsorde.
In 1935 was hij samen met dhr. Souren te Heerlen initiatiefnemer en stichter van de Katholieke Paedagogische Vereeniging, een wetenschappelijke vereniging voor academici en M.O.-bevoegden. Ook was hij samen met deze Souren initiatiefnemer van studiedagen voor jonge Limburgse onderwijzers. Van 1938-1940 was Peters hoofdbestuurslid van de Katholieke Internationale Vereeniging tot propaganda der vredesgedachte, met Nederlandse, Belgische, Franse, Engelse, Deense en aanvankelijk ook Duitse afdelingen. In 1941 verscheen van zijn hand een vertaling uit het Frans van het bekroonde werk van Henri Pradel 'Comment former des Hommes', uitgegeven door het jongensweeshuis te Tilburg. In 1942 werd hij lid van de beperkte academische studieclub ter bestudering van het vraagstuk 'saneering van het gezinsleven en gezinsopvoeding'. Vanaf 1942 was hij actief in het verzet. Als verzetsstrijder geraakte hij vier keer in onmiddellijk ernstig levensgevaar, waarvan één keer voor het vuurpeloton, waarvan hij door toeval werd gered.

## Na de oorlog
Na de oorlog was Peters van september tot oktober 1944 waarnemend burgemeester van Roosteren. Op 4 juni 1946 nam Jan Peters namens de KVP zitting in de Tweede Kamer, wat hij tot zijn noodlottig verkeersongeval op 25 januari 1962 zou blijven. In verband met zijn Kamerlidmaatschap kreeg hij op 15 juni 1946 eervol ontslag als schoolhoofd te Roosteren. Naast Kamerlid was hij van 1 januari 1957 tot zijn overlijden op 25 januari 1962 hoofdredacteur van het dagblad De Nieuwe Limburger. Ook was hij bestuurslid van de KRO. Bij deze omroep kreeg hij landelijke bekendheid met zin radiorubriek ´Bent u ook van de partij?', waarin hij zelfgeschreven bijdragen voordroeg.

## Onderscheidingen
- Ridder in de Militaire Willems-Orde, vierde klasse (8 oktober 1951) - vanwege zijn verzetswerk
- Ridder in de Orde van de Nederlandse Leeuw (29 april 1958)
- Verzetsherdenkingskruis
- Medal of Freedom (18 januari 1947) - van de Amerikaanse regering